# Estação Leopoldina (Espírito Santo)

A Estação Leopoldina é um terminal ferroviário, construído no ano de 1895 pela Estrada de Ferro Sul do Espírito Santo (EFSES), em Vila Velha.

## História

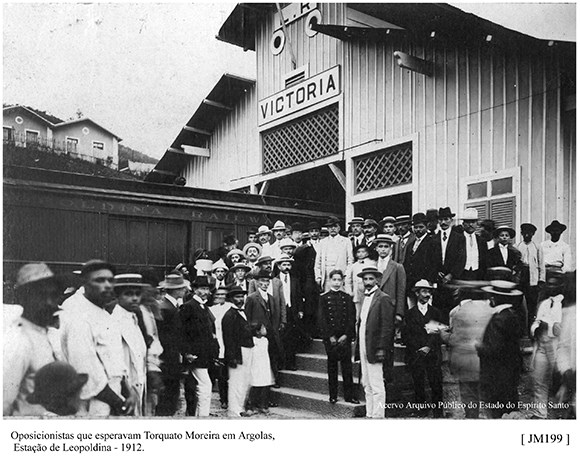
Estação Leopoldina em sua primeira forma feita de madeira (antes com nome de Victoria) - 1912

Inicialmente, a estação foi erguida com estrutura de madeira, ano de 1895, apenas em 1937 ela ganha outra arquitetura ao estilo Art Déco, reconstruída em concreto armado, na qual mantém até os dias atuais. Sua torre conta com dois relógios mecânicos, datados de 1937. A estação serviu como principal ligação entre Espírito Santo e Rio de Janeiro, realizando transporte de cargas e também de passageiros.Teve suas atividades encerradas na década de 70.

## Revitalização

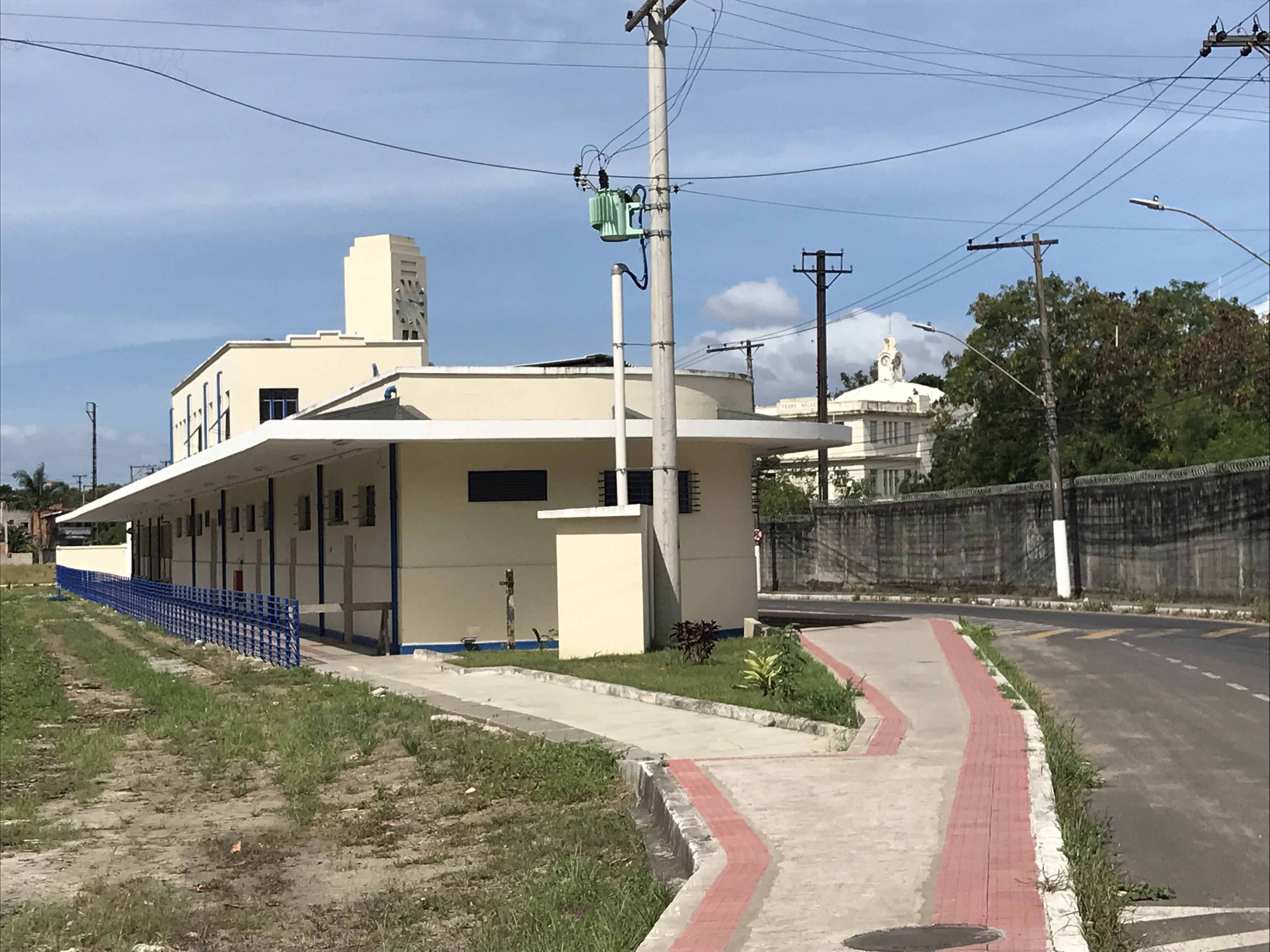
Do lado esquerdo e do lado direito estão as antigas Estações Leopoldina e Pedro Nolasco

Depois de décadas de abandono, a estação foi oficialmente reformada em uma parceria entre a prefeitura da cidade e o Instituto do Patrimônio Histórico e Artístico Nacional (Iphan). A reforma teve seu começo no mês de novembro de 2020, terminando apenas no ano de 2024.
Seu tombamento foi publicado o Decreto nº 200/2024, que homologa o tombamento do local e seus trilhos. A decisão reconhece a importância histórica e sociocultural da edificação. 